# تبني قسري
يشير التبني القسري إلى ممارسة إبعاد الأطفال عن عائلاتهم البيولوجية ووضعهم للتبني ضد رغبات الوالدين، وفي كثير من الأحيان مع موافقة قليلة أو معدومة. كانت هذه الممارسة قضية مهمة في مختلف البلدان، حيث أدت الضغوط المجتمعية والحكومية إلى فصل الأطفال قسرا عن عائلاتهم، وخاصة في الحالات التي يهمش فيها الوالدين حيث يعتبروهم غير لائقين أو فقراء من قبل السلطات. ونالت هذه الممارسة انتقادات واسعة النطاق بسبب انتهاكها لحقوق الإنسان.

## التبني القسري في بلدان مختلفة

### أيرلندا
في أيرلندا، كان التبني القسري منتشرًا على نطاق واسع، وخاصةً من أربعينيات القرن العشرين إلى ثمانينياته. حيث انتزع العديد من الأطفال من الأمهات العازبات، وفي كثير من الأحيان تحت افتراض أن هؤلاء النساء غير لائقات لتربية أطفالهن بسبب الوصمة الاجتماعية المحيطة بالأمهات غير المتزوجات. لقد لعبت المؤسسات الدينية، وخاصة الكنيسة الكاثوليكية، دورًا مهمًا في هذه التبنيات، من خلال تشغيل مؤسسات مثل دور الأم والطفل. وكانت هذه المؤسسات في كثير من الأحيان تستضيف نساء حوامل خارج إطار الزواج، وبعد الولادة، يؤخذ أطفالهن للتبني، وفي كثير من الأحيان دون موافقة الأم أو علمها. وقد أجريت العديد من حالات التبني هذه سراً، ولم يحتفظوا بالسجلات، مما جعل من الصعب على الأسر أن تجتمع مرة أخرى في وقت لاحق. وقد اعترفت الحكومة الأيرلندية منذ ذلك الحين بالأخطاء التي ارتكبتها هذه المؤسسات.
كان المثال الأكثر شهرة للتبني القسري هو دار رعاية الأم والطفل بون سيكورس. اكتسبت هذه المؤسسة، التي تقع في مدينة توام بأيرلندا، سمعة سيئة بعد اكتشاف مقبرة جماعية في عام 2014، حيث عثر على رفات 796 رضيعًا. ابتدأ عمل دار الأم والطفل بون سيكورس من عام 1925 إلى عام 1961، تحت إدارة راهبات بون سيكورس، وهي منظمة دينية. كان بمثابة مأوى للأمهات غير المتزوجات، وكان العديد من الأطفال الذين ولدوا هناك يتبنوهم أو يموتون في ظروف مشكوك فيها. وأثار اكتشاف القبر غضبًا واسع النطاق وأثار مناقشات حادة حول معاملة النساء والأطفال في مؤسسات مماثلة في جميع أنحاء أيرلندا خلال القرن العشرين.

### بلجيكا
وشهدت بلجيكا أيضًا حالات تبني قسري، وخاصة في فترة ما بعد الحرب العالمية الثانية، حيث أثرت المعايير الاجتماعية المحيطة بالأسرة على معاملة الأمهات غير المتزوجات. وكثيراً ما تعرضت هؤلاء النساء للضغوط لكي يتخلوا عن أطفالهن للتبني تحت اعتبار عدم قدرتهن على توفير منزل مناسب. وكانت المؤسسات الكاثوليكية تشارك أيضًا في وضع الأطفال للتبني، وفي بعض الأحيان دون موافقة كاملة أو وعي الوالدين البيولوجيين. حيث كانت عمليات التبني القسرية هذه محاطة في كثير من الأحيان بالسرية.
اصطحب العديد من الفتيات الحوامل إلى فرنسا للولادة بشكل مجهول، حيث كان هذا محظورًا في بلجيكا. وقاموا بتهريب هؤلاء الفتيات وأطفالهن لاحقًا بشكل غير قانوني إلى بلجيكا، حيث قاموا بإبعاد أطفالهن بالقوة. وقد أطلق على هذا اسم ممارسات Sous X. وكانت هناك أيضًا العديد من حالات الإساءة في دور الأم والطفل البلجيكية، مثل دار تامار سيئة السمعة في لوميل. في هذه المؤسسة، يؤخذ الأطفال من أمهاتهم ضد إرادتهم ويقوموا بعرضهم للتبني مقابل التبرعات، وهي ممارسة جعلت الحياة البشرية سلعة. علاوة على ذلك، قاموا بتعقيم الفتيات ضد إرادتهن وتعرضت الفتيات للعمل القسري في مصانع سجاد محلي. سلطت هذه الممارسات المزعجة الضوء على التاريخ المظلم للتبني القسري في بلجيكا.

### المملكة المتحدة
في المملكة المتحدة، كان التبني القسري منتشرًا بشكل خاص من الخمسينيات إلى السبعينيات، وخاصة بين أسر الطبقة العاملة والأمهات غير المتزوجات. وفي كثير من الأحيان، يقوموا بتسهيل عمليات التبني هذه من خلال مجموعة من الخدمات الاجتماعية ووكالات التبني، حيث يبعدوا الأطفال من منازلهم تحت ستار الحماية أو بسبب الإهمال الملحوظ. حيث وضع العديد من الأطفال في منازل خاصة، وفي كثير من الأحيان دون موافقة أو فهم كامل من الوالدين البيولوجيين. وكان النظام قسريًا حيث هددت السلطات بوصف الأمهات بأنهن غير صالحات أو غير مسؤولات، أو حتى إيداعهن في مؤسسات إذا رفضن التخلي عن أطفالهن للتبني. واستمرت هذه الممارسة حتى أدخلت العديد من الإصلاحات الكبيرة في السبعينيات والثمانينيات.

## الإستيعاب القسري
لقد استخدم إبعاد أطفال الأقليات العرقية عن عائلاتهم لأعطائهم للتبني من قبل أفراد المجموعة العرقية المهيمنة كأسلوب من أساليب الاستيعاب القسري. حيث «إن نقل أطفال مجموعة ما قسراً إلى مجموعة أخرى» يعد إبادة جماعية وفقاً لاتفاقية الإبادة الجماعية. ورغم أن هذا الأمر يدور عادة حول العرق، فقد حدث أيضا استيعاب لأطفال الأقليات السياسية.

### أستراليا
شملت الأجيال المسروقة في أستراليا أطفال السكان الأصليين في أستراليا وسكان جزر مضيق توريس، حيث تشير التقديرات إلى أنه على مدار أكثر من 60 عامًا منذ عام 1910، قاموا بأخذ ما يصل إلى ثلث أطفال السكان الأصليين من عائلاتهم.

### كندا
في كندا، شمل نظام المدارس السكنية الهندية الكندية أطفال الأمم الأولى والميتس والإنويت، الذين غالبًا ما عانوا من إساءة معاملة شديدة. تعتبر فترة الستينيات فترة كان فيها وكلاء رعاية الأطفال الكنديون يتمتعون بالسلطة في أخذ الأطفال الأصليين من عائلاتهم لوضعهم في دور رعاية حتى تتمكن الأسر البيضاء من تبنيهم. 

### الصين
وكجزء من اضطهاد الأويغور في الصين، في عام 2017، قاموا بفصل ما لا يقل عن نصف مليون طفل قسراً عن عائلاتهم، ووضعهم في معسكرات ما قبل المدرسة مع أنظمة مراقبة على غرار السجون وأسوار كهربائية بقوة 10000 فولت.

### بولندا
في بولندا التي تحتلها ألمانيا، تشير التقديرات إلى أن 200000 طفل بولندي يُزعم أنهم يحملون سمات آرية انتزعوهم من أسرهم وقاموا بتسليمهم لأزواج ألمان أو نمساويين، وعاد 25000 فقط إلى أسرهم بعد الحرب.

### جنوب السودان
بين الجماعات البدوية، وخاصة شعب المورلي، اختطف الأطفال في الغارات ضد القبائل الأخرى للقيام بتربيتهم كأنهم أطفالهم. ويعتقد أن هذه الممارسة تهدف إلى زيادة أعداد القبيلة. ويتضمن ذلك غارة جامبيلا عام 2016 وغارة جامبيلا عام 2017.

### إسبانيا
كان الطبيب النفسي أنطونيو فاليجو ناجيرا رائدًا في مجال تحسين النسل عند الإسبان، حيث قام باقتراح وجود صلة بين الماركسية والإعاقة الفكرية، مما أدى إلى أخذ العديد من الأطفال حديثي الولادة والأطفال الصغار من والديهم اليساريين.

### أوكرانيا
في أبريل 2023، صوّت مجلس أوروبا بأغلبية ساحقة، لصالح القرار حيث صوت 87، وعارضه 1، وامتنع 1 عن التصويت، حيث اعتبروا أن «الترحيل والنقل القسري للأطفال الأوكرانيين وغيرهم من المدنيين إلى الاتحاد الروسي أو إلى الأراضي الأوكرانية المحتلة مؤقتًا» بمثابة عمل من أعمال الإبادة الجماعية.

## رعاية الطفل
تكون رعاية الطفل في كثير من الأحيان هي السبب وراء فصل الأطفال عن والديهم. حيث أن الحفاظ على الأسرة هو وجهة نظر مفادها أنه من الأفضل المساعدة في إبقاء الأطفال في المنزل مع عائلاتهم بدلاً من إبقائهم في دور الرعاية أو المؤسسات.
من الخمسينيات إلى السبعينيات من القرن العشرين في العالم الأنجلوسكسوني، كانوا الأطفال يؤخذوا في كثير من الأحيان بعيدًا عن الأمهات غير المتزوجات دون أي سبب آخر لمجرد أن الأمهات غير المتزوجات يعتبرن آباء غير مناسبين، في ما كان يُعرف بعصر «مغرفة الأطفال». في عام 2013، قامت رئيسة الوزراء الأسترالية جوليا جيلارد بتقديم اعتذار عن التبني القسري في أستراليا للأطفال المولودين لأمهات غير متزوجات.
في بلجيكا، منذ نهاية الحرب العالمية الثانية وحتى ثمانينيات القرن العشرين، استقبلت الكنيسة الكاثوليكية النساء الحوامل غير المتزوجات، وخلال الولادة، أعطي بعض النساء تخديرًا عامًا بينما اضطرت أخريات إلى ارتداء قناع لمنعهن من رؤية أطفالهن. وبيع حوالي 30 ألف طفل من هؤلاء إلى آبائهم بالتبني مقابل مبالغ تتراوح بين 10 آلاف و30 ألف فرنك بلجيكي (أي ما بين 250 و750 يورو تقريبًا).

### الآباء في الفقر
في سويسرا، بين خمسينيات القرن التاسع عشر ومنتصف القرن العشرين، أبعد مئات الآلاف من الأطفال، معظمهم من الأسر الفقيرة، وكذلك الآباء والأمهات العازبين، من والديهم من قبل السلطات، وإرسلوا للعمل في المزارع، والعيش مع أسر جديدة. كانوا معروفين باسم أطفال العقد أو Verdingkinder.
في كوريا الجنوبية، خلال فترة الدكتاتورية العسكرية، نفذت الحكومة برنامج «التطهير الاجتماعي» الذي أجبر الآلاف من الناس على مغادرة الشوارع والتوجه إلى مراكز رعاية اجتماعية خاصة تمولها الحكومة. إذا ولدوا، يؤخذ الأطفال للتبني. 

### الآباء المنتمون إلى الأقليات
حذر تقرير صادر عام 2023 عن مفوض الأطفال والشباب الأصليين في جنوب أستراليا من ظهور «جيل مسروق» جديد، حيث وجد أن الأطفال الأصليين يبعدون بشكل متزايد عن عائلاتهم، ويقوموا بإخضاع كل طفل أصلي آخر في جنوب أستراليا لإخطار حماية طفل واحد في عام 2020-2021 مقارنة بواحد من كل 12 طفلًا غير أصلي.
تُتهم خدمات رعاية الطفل النرويجية بإبعاد أطفال الوالدين المهاجرين عن أبائهم بشكل غير متناسب.

### الآباء الذين لديهم سجلات جنائية
وفي المملكة المتحدة، دعا القاضي السابق آلان غولدساك حكومة المملكة المتحدة إلى اتخاذ قرار انتزاع الأطفال بالقوة من «الأسر الإجرامية» عند الولادة ووضعهم للتبني. وقد تعرضت تصريحاته لانتقادات شديدة واتهم بـ «تجريم الأطفال». 